# Javorník (okres Jeseník)
Javorník (německy Jauernig) je město ležící v Českém Slezsku na severovýchodním úpatí Rychlebských hor, 23 km severozápadně od Jeseníku. Žije zde přibližně 2 600 obyvatel. Z města vede lokální železniční trať z Lipové-lázní. Historické jádro města je městskou památkovou zónou.

## Poloha
Město Javorník sousedí na severu a jihu s Polskem (gminy Paczków, Lądek-Zdrój a Stronie Śląskie), na západě s obcí Bílá Voda a na východě s obcemi Uhelná a Bernartice. Od okresního města Jeseník je vzdáleno 23 km a od krajského města Olomouc 90,5 km.
Geomorfologicky patří Javorník k provincii Česká vysočina, subprovincii krkonošsko-jesenické (sudetské), na rozhraní oblasti jesenické (východosudetské) (geomorfologický celek Rychlebské hory, podcelek Travenská hornatina) a oblasti Krkonošsko-jesenické (Sudetské) podhůří (geomorfologický celek Vidnavská nížina). Nejvyšším vrcholem značně hornaté západní části území města je pohraniční Borůvková hora (900 m n. m.) s rozhlednou, dále např. Bílá skála (864 m n. m.), Kraví hora (806 m n. m.), Travná (712 m n. m.), Koníček (850 m n. m.), Černý vrch (826 m n. m.).
Území Javorníku patří do povodí Odry, resp. Kladské Nisy. Protéká jím řada souběžných, severovýchodně směřujících menších toků pramenících v Rychlebských horách. Na území Javorníku pramení potoky Bílá voda a Kamenička, pokračující obcí Bílá Voda, dále to jsou od západu Panský potok severně od Horních Hoštic, Hoštický potok jižně od Horních Hoštic, Bílý potok přes stejnojmennou osadu, Hraniční potok na hranici katastru Bílého Potoka a Javorníku, Javornický potok protékající Travnou a Javorníkem a přijímající zprava Obecní potok protékající Zálesím, a nakonec Račí potok protékající na východ od Javorníku Račím údolím. U osady Kohout se nachází stejnojmenný rybník, na sever od Javorníka zavlažovací nádrž.
Území města pokrývá z téměř 33 % zemědělská půda (24 % orná půda, 7,5 % louky a pastviny) a z více než 61 % les.

## Historie

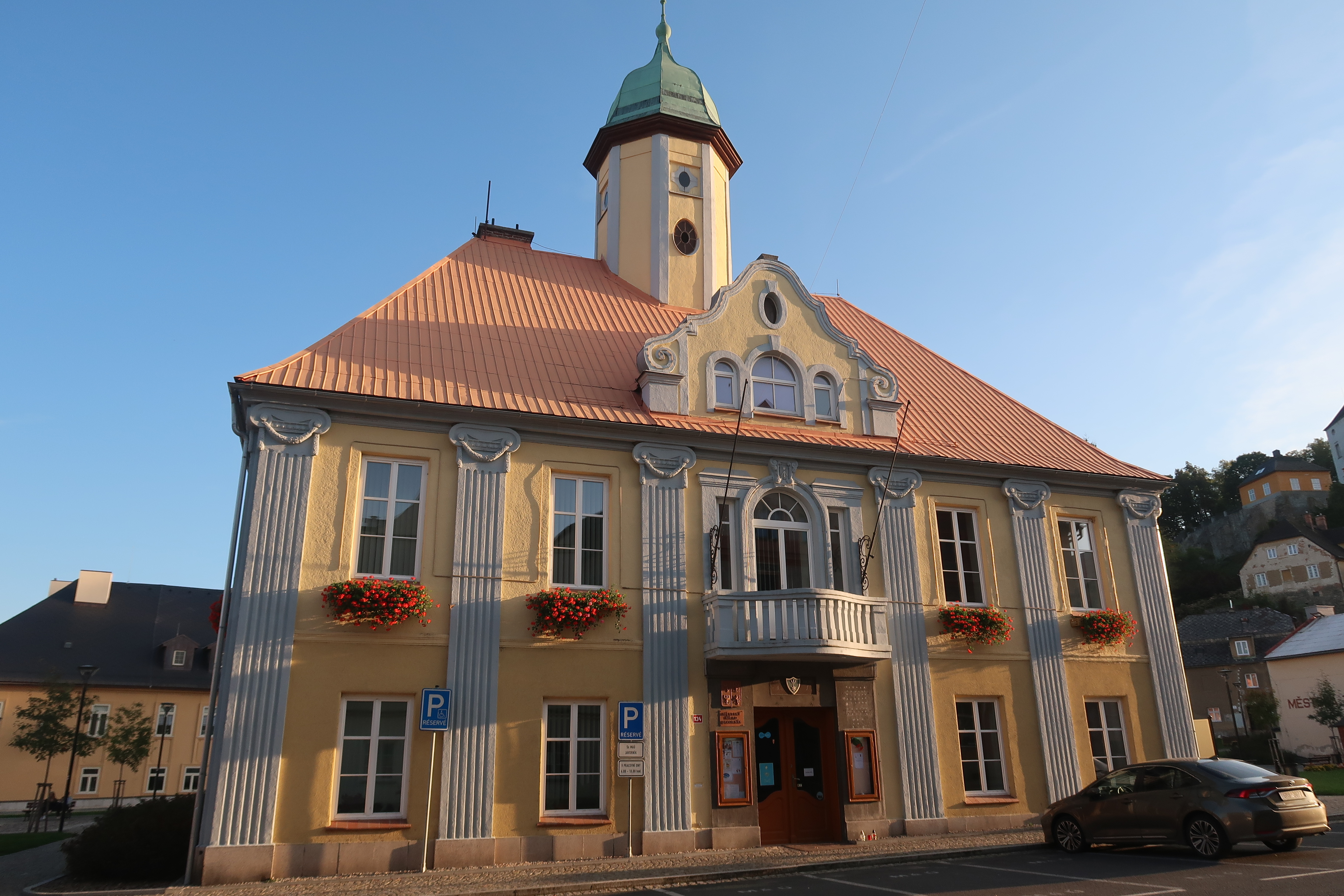
Náměstí Svobody, radnice (1935)

### Středověk
Javorník se připomíná poprvé kolem roku 1290 v rejstřících desátků vratislavského biskupa pod jménem Jawirnik. Tehdy se jednalo o ves s 40 lány, zákupním fojtstvím a kostelem. Roku 1307 se poprvé připomíná rovněž hrad Javorník, kde byl kastelánem Richolf. Javorník byl v té době právně zčásti a prakticky zcela v rukách svídnických vévodů. Roku 1345 došlo mezi biskupem Přeclavem z Pohořelé a knížetem Boleslavem (Bolkem) II. Svídnickým ke smlouvě o hrad Javorník s okolím, kdy kníže přenechal svůj díl biskupovi a za to měl celý Javorník doživotně užívat. Po Bolkově smrti (1368) se však panství za pomoci javornického kastelána Matyáše Trenze zmocnil vévodův vzdálený příbuzný kníže Jindřich Falkenberský (Nemodlínský) a spor musel řešit poznaňský biskup jako rozhodce. Roku 1371 se již Javorník připomíná v majetku biskupa Přeclava, ale k definitivnímu urovnání sporu došlo až po jeho smrti (1376) za jeho nástupce (a Jindřichova příbuzného) Václava knížete lehnického. Nejpozději od té doby byl Javorník významným bodem biskupova Nisského knížectví.
V 14. století bylo pod hradem založeno městské osídlení a Javorník je několikrát uváděn jako město. Od počátku 15. století však byl znovu označován jen jako ves nebo případně městečko. Patrně v roce 1428 byl hrad dobyt husitskými vojsky a od nich byl v roce 1432 vykoupen za 10 000 grošů zpět. Biskup hrad neobnovil, naopak nechal jeho opevnění zbourat, aby se nemohl stát opěrným bodem nepřátel, a okolní panství pak biskupové zastavovali.
V roce 1342 se uvádí zdejší fojtství, ke kterému patřily dva dvory. Nedosáhlo však nikdy takového významu jako v jiných obcích na Jesenicku a roku 1661 je vykoupilo samotné město Javorník.

### 16. až 18. století

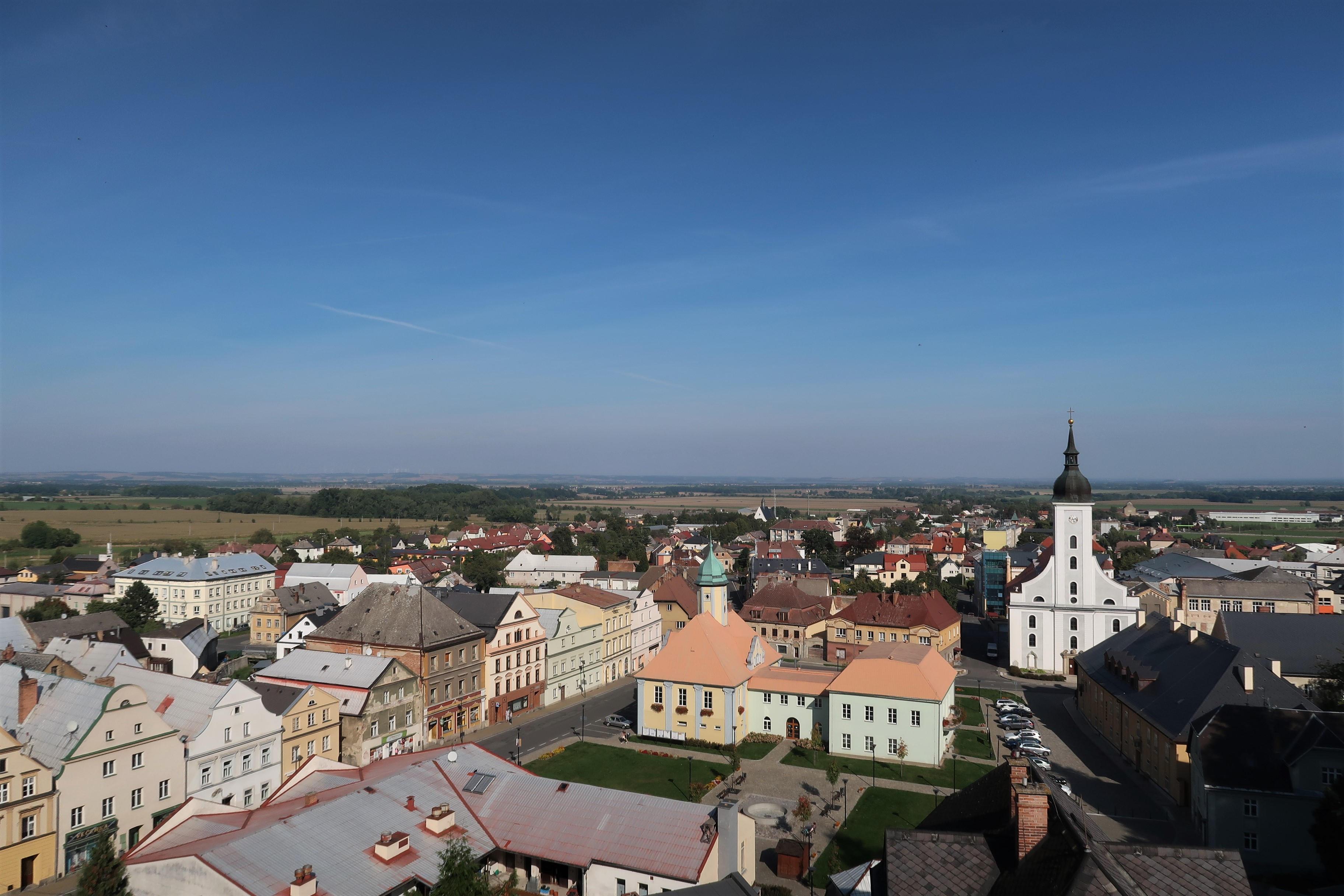
Pohled na město od zámku

Pozdně gotickou rekonstrukci hradu i obnovu panství zahájil vratislavský biskup Jan IV. Roth (1482–1506) a pokračoval v ní jeho nástupce Jan V. Thurzo (1506–1520). V té době byl hrad přejmenován – ke cti patrona vratislavské diecéze sv. Jana Křtitele – na Jánský Vrch (Johannesberg); toto jméno se občas užívalo i pro městečko Javorník. V okolí se začalo těžit stříbro a železná ruda a roku 1549 byl Javorník povýšen na (horní) město. Tehdy je poprvé doložena i škola a roku 1579 též poprvé arcikněžství (nižší organizační jednotka biskupství, odpovídající vikariátu v Čechách a děkanátu na Moravě. Po požáru roku 1576, který město zcela zničil, a po pozdějším plenění za třicetileté války, jakož i morové ráně, jíž podlehlo 532 obyvatel Javorníka, byl jeho status města opět zpochybněn a musel být roku 1638 obnoven. Městem se přitom stala jen část Javorníku; severní část zůstala vsí a rovněž hrad Jánský Vrch se sousedními domy byl samostatnou právní jednotkou s vlastními privilegiemi. Čarodějnické procesy, hojné v okolí v druhé polovině 17. století, se Javorníku vyhnuly. Výrazem obnovy města se stala i stavba nového kostela Nejsvětější Trojice, dokončená roku 1725, a současně též fary (farnost sem byla přenesena r. 1715 od starobylého kostela sv. Kříže v Javorníku Vsi), radnice a školy.
Největší rozvoj města nastal paradoxně po roce 1742, kdy se Javorník v důsledku dělení Slezska ocitl v rakousko-pruském pohraničí. Roku 1755 bylo na Jánský Vrch opět přeneseno arcikněžství ze Skorošic (zůstalo zde do roku 1947). Javorník se od roku 1767 stal sídlem biskupské politické (zemská vláda) i majetkové správy pro rakouskou část Nisského knížectví. Zejména zde však v letech 1757–1763 a 1766–1797 pobýval vratislavský kníže-biskup hrabě Filip Gotthard Schaffgotsch, který ve válkách o rakouské dědictví podporoval Marii Terezii a nemohl poté v pruské části své diecéze působit. Tento poněkud světácký a uměnímilovný biskup vytvořil v Javorníku významné kulturní a zejména hudební centrum. 29 let svého života (1770–1789) zde strávil významný hudební skladatel Karl Ditters von Dittersdorf. Biskup Schaffgotsch rovněž provedl přestavbu hradu na barokní zámek, který pak byl oblíbenou rezidencí vratislavských biskupů a arcibiskupů až do roku 1945.
Na přelomu 18. a 19. století byl Javorník největším a nejvýznamnějším sídlem na Jesenicku s rozvinutou zejména textilní výrobou. Díky několika manufakturám (první J. Ch. Oehla od roku 1760/68, pak též manufaktury L. a J. Kasparů a J. Ch. Schrotta) byl Javorník zejména střediskem výroby hrubého vlněného sukna – harasu.

### 19. a 20. století
„Zlatý věk“ Javorníka byl ukončen požárem roku 1825, který zničil značnou část města včetně radnice a kostela, ale také většiny průmyslových závodů. Textilní průmysl se tu neobnovil (ani po připojení na železnici roku 1897) a hlavním hospodářským odvětvím bylo lesnictví a nepříliš výnosná těžba stříbra, arsenu (1855–1869 v Račím údolí) a železné rudy. Významnými podniky města se staly vápenka (1833) a bělidlo (1835) J. Meigsnera. Zámek Jánský Vrch zůstal kulturním centrem, které navštěvoval např. básník Josef von Eichendorff.
Roku 1859 byl v Javorníku založen klášter kongregace Chudých školských sester naší Paní, jejichž mateřinec se nacházel ve Vratislavi. Ty zde provozovaly mateřskou školu a dívčí obecnou školu, roku 1917 sem byla přesunuta i dívčí měšťanská škola z Bílé Vody. Školy však mohly provozovat jen do roku 1939, po dobu války zde byla jen mateřská škola, poté zde byly ubytovány německé ženy s dětmi čekající na odsun, působil zde letní tábor pro děti z Ostravy a od roku 1947 dva dětské domovy – chlapecký a dívčí. Od roku 1950 zde byly nejprve nuceně internovány řeholnice z jiných míst, nakonec byl v klášteře roku 1956 zřízen domov důchodců, odkud se zbylé sestry roku 1974 odstěhovaly do Bílé Vody.
V javornické nemocnici působily v letech 1883–1947 boromejky.
S připojením Javorníka k Československu roku 1918 většina obyvatel nesouhlasila. Napětí v prvním roce republiky vyvolaly konflikty s 14. střeleckým plukem, při nichž byli zastřeleni dva místní občané. Rovněž již před Mnichovskou dohodou zde operoval Freikorps a ovládl zdejší území ještě před oficiálním předáním Německu. Za války existovaly v Javorníku i v okolí zajatecké pracovní tábory. Od roku 1945 zdejší pracovní tábor posloužil k internaci německých mužů před odsunem (ženy byly internovány v zámku). V témže roce na zámku zemřel poslední kníže-arcibiskup vratislavský, kardinál Adolf Bertram.
Velká část majetku vratislavského arcibiskupství (k Jánskému Vrchu patřilo 33 795 ha zemědělské půdy) byla zabrána již za pozemkové reformy v letech 1925–1927. Roku 1948 byl zabrán i zbytek majetku a v Javorníku vznikl velký státní statek. Plný přechod biskupského majetku – včetně zámku Jánský Vrch – na stát se však mohl uskutečnit až po majetkovém vyrovnání české a polské katolické církve roku 1984. Drobné průmyslové závody po roce 1948 zanikly a těžba uranu na přelomu 50. a 60. let přinesla jen dočasný efekt. Vedle zemědělství zde existovala jen výroba plyšových hraček a kovového nábytku, hospodářskou stagnaci nezastavilo ani zřízení pobočky MEZ Postřelmov koncem 80. let (která ostatně po roce 1989 brzy přestala vyrábět).
Okolí zámku Jánský Vrch bylo již od roku 1979 památkovým ochranným pásmem, stejně jako okolí kostela sv. Kříže ve Vsi Javorníku. Od roku 1992 je centrum Javorníku městskou památkovou zónou a samotný zámek je od roku 2001 národní kulturní památkou.
Javorník je členem a sídlem Mikroregionu Javornicko, svazku obcí vzniklého v roce 2001. Město je také od roku 1993 členem Sdružení měst a obcí Jesenicka (SMOJ), které tvoří obce okresu Jeseník, a od roku 1997 členem Euroregionu Praděd.
Ves Javorník měla dlouho oddělenou historii. V roce 1850, při zavedení obecního zřízení, byla dokonce připojena jako osada nikoli ke Městu Javorník, ale k Bílému Potoku. Až roku 1869 byla spojena s Městem Javorník do města s názvem Javorník, obě části ale byly až do definitivního sloučení roku 1976 považovány za samostatné osady.
Skupina chalup v údolí Javornického potoka nad městem se nazývá Podměstí (něm. Stadtgrund) a roku 1930 se v ní nacházelo 13 domů s 62 obyvateli, roku 2001 3 domy a 6 obyvatel.
Skupina chalup o něco na západ v údolí Račího potoka (Račí údolí) se nazývala Rakovec (něm. Krebsgrund) a roku 1930 se v ní nacházelo 8 domů s 24 obyvateli.

### Správní vývoj
- 1848 vévodství slezské, kraj opavský, Nisské knížectví, (část Bílého Potoka, Javorník, Zálesí:) panství Jánský Vrch, (část Bílého Potoka:) statek Hamberk, (Horní Hoštice:) statek města Pačkova, (Travná:) statek Krutvald[9]
- od 1. ledna 1850 do roku 1855 vévodství slezské, politický okres Frývaldov, soudní okres Javorník
- od roku 1855 do roku 1868 vévodství slezské, smíšený okres Javorník
- od roku 1868 do 30. listopadu 1928]vévodství slezské / země slezská, politický okres Frývaldov, soudní okres Javorník
- od 1. prosince 1928 do 31. ledna 1949 země moravskoslezská, politický okres Frývaldov (od 1947 Jeseník), soudní okres Javorník;

kromě: (20. listopad) 1938–1945 říšská župa Sudety / Reichsgau Sudetenland, vládní obvod Opava / Regierungsbezirk Troppau, Landkreis Freiwaldau, Amtsgericht Weidenau
- - od 31. května 1945 Slezská expozitura země Moravskoslezské
- od 1. ledna 1949 do 30. června 1960 Olomoucký kraj, okres Jeseník,
- od 1. července 1960 do 31. prosince 1995 Severomoravský kraj, okres Šumperk,
- od 1. ledna 1996 do 31. prosince 1999 Severomoravský kraj, okres Jeseník
- od 1. ledna 2000 Olomoucký kraj, okres Jeseník

### Vývoj počtu obyvatel
Celé město Javorník
| Rok            | 1869 | 1880 | 1890 | 1900 | 1910 | 1921 | 1930 | 1950 | 1961 | 1970 | 1980 | 1991 | 2001 |
| -------------- | ---- | ---- | ---- | ---- | ---- | ---- | ---- | ---- | ---- | ---- | ---- | ---- | ---- |
| Počet obyvatel | 5816 | 5975 | 5770 | 5336 | 5102 | 5099 | 5127 | 2651 | 3240 | 3086 | 2498 | 3018 | 2947 |

1. ↑  z toho: 143 Čechoslováků, 4792 Němců, 6 Poláků; 5035 řím. kat., 49 evang., 6 čsl., 8 izrael., 16 bez vyzn.
2. ↑  z toho: 2450 Čechů, 85 Moravanů, 6 Slezanů, 150 Slováků, 70 Němců, 15 Poláků; 878 řím. kat., 10 čsl. hus., 68 evang., 10 pravosl., 1578 bez vyzn.

Ve městě Javorník je evidováno 829 adres: 754 čísla popisná (trvalé objekty) a 75 čísel evidenčních (dočasné či rekreační objekty). Při sčítání lidu roku 2001 zde bylo napočteno 683 domů, z toho 575 trvale obydlených.
Samotný Javorník (město a ves)
| Rok            | 1836 | 1850 | 1869 | 1880 | 1890 | 1900 | 1910 | 1921 | 1930 | 1939 | 1947 | 1950 | 1961 | 1970 | 1980 | 1991 | 2001 |
| -------------- | ---- | ---- | ---- | ---- | ---- | ---- | ---- | ---- | ---- | ---- | ---- | ---- | ---- | ---- | ---- | ---- | ---- |
| Počet obyvatel | 3071 | 3156 | 3174 | 3362 | 3349 | 3095 | 2968 | 3010 | 3067 | 2941 | 1678 | 1803 | 2360 | 2441 | 2483 | 2593 | 2479 |

1. ↑  z toho: Město Javorník: 2121, Ves Javorník: 1035
2. ↑  z toho: Město Javorník: 2292, Ves Javorník: 1070
3. ↑  z toho: 17 Čechoslováků, 2829 Němců
4. ↑  z toho: Město Javorník: 2027, Ves Javorník: 983
5. ↑  z toho: 111 Čechoslováků, 2994 Němců; 2994 řím. kat., 33 evang., 8 izrael., 13 bez vyzn.
6. ↑  z toho: Město Javorník 1928 (Město Javorník 1447, Podměstí 62, Janský Vrch 395, Rakovec 24), Ves Javorník: 1139
7. ↑  z toho: Město Javorník: 1022, Ves Javorník: 781
8. ↑  z toho: Město Javorník: 1325, Ves Javorník: 1116
9. ↑  z toho: Město Javorník: 1780, Ves Javorník: 817

V městě a vsi Javorníku je evidováno 572 adres: 567 čísel popisných (trvalé objekty) a 5 čísel evidenčních (dočasné či rekreační objekty). Při sčítání lidu roku 2001 zde bylo napočteno 481 domů, z toho 452 trvale obydlených.

### Církevní správa
Z hlediska římskokatolické církevní správy spadají jednotlivé části města Javorníku do správy pěti farností:
- Javorník samotný (město i ves) k farnosti Javorník ve Slezsku,
- Bílý Potok k farnosti Bílý Potok,
- Horní Hoštice k farnosti Bílá Voda,
- Travná k farnosti Travná,
- Zálesí k farnosti Zálesí.

Obsazena je však nyní pouze farnost Javorník ve Slezsku. Travná a Zálesí jsou administrovány excurrendo z Javorníka (záleský farní kostel již neexistuje) a Bílý Potok z Bílé Vody. Všechny čtyři farnosti patří do děkanátu Jeseník diecéze ostravsko-opavské.
V Javorníku sídlí farní sbor Českobratrské církve evangelické s názvem „Javorník u Jeseníku“, založený roku 1950 (kazatelská stanice již 1948/49). V letech 1933–1945 zde sídlila kazatelská stanice německé luterské církve. Věřící Československé církve husitské patří k náboženské obci v Jeseníku, kde je sídlo farnosti i pro pravoslavné věřící.

## Části obce
- Javorník (k. ú. Javorník-město a Javorník-ves)
- Bílý Potok (k. ú. Bílý Potok)
- Horní Hoštice (k. ú. Horní Hoštice a Hundorf)
- Travná (k. ú. Travná u Javorníka)
- Zálesí (k. ú. Zálesí u Javorníka)

Základní sídelní jednotky: Bílý Potok, Horní Hoštice, Hundorf, Kohout, Město Javorník, Podměstí, Travná, Ves Javorník a Zálesí.

## Názvy existujících a zaniklých částí
- Česky Bílý Potok, německy Weißbach, polsky Biały Potok.
  - Česky Kohout (1921–194? Hamberk), německy Hahnberg.
- Česky Horní Hoštice (1869 Horne Hoštice), německy Obergostitz (1890 Ober Gostitz), polsky Gościce Górne.
- Česky Hundorf, německy Hundorf.
- Česky Javorník, německy Jauernig, polsky Jawornik.
- Česky Město Javorník (1869 Javorník obec, 1880 Javorník (město)), německy Jauernig Stadt, polsky Miasto Jawornik.
- Česky Travná (1880 Krautenvald, 1921–194? Krutvald), německy Krautenwalde.
- Česky Ves Javorník (1869 Javorník Ves, 1880 Javorník (ves)), německy Jauernig Dorf, polsky Wieś Jawornik.
- Česky Zálesí (1869–194? Waldek), německy Waldek (1900 Waldeck), polsky Zalesie.

## Doprava
Javorník je napojen na regionální železniční trať č. 295 (železniční trať Lipová Lázně - Javorník ve Slezsku). Je zde konečná stanice této trati s názvem Javorník ve Slezsku.
Městem procházejí:
- silnice I/60 z Jeseníku, Žulové a Uhelné směrem na státní hranici, odkud pokračuje jako silnice 382 do polského Pačkova,
- silnice II/457 z Osoblahy, Janova, Zlatých Hor, Vidnavy a Bernartic směrem přes místní část Travná na státní hranici, odkud pokračuje do polského města Lądek-Zdrój,
- několik silnic III. třídy, např. silnice do Bílé Vody, odbočka ze silnice II/457 do Zálesí.

## Zajímavosti
- zámek Jánský Vrch
- římskokatolický farní kostel Nejsvětější Trojice, postavený v barokním slohu v letech 1715–1725 v Městě Javorníku
- římskokatolický filiální (do r. 1715 farní, pak hřbitovní) kostel sv. Kříže (a sv. Heleny) z doby okolo roku 1260 ve Vsi Javorníku
- Dittersův dům (nyní základní umělecká škola)
- městské muzeum
- radnice z roku 1935
- kaple sv. Antonína Paduánského 1896 v Městském lese
- Račí údolí (dříve též Rakovec, něm. Krebsgrund), asi 7 km dlouhé hluboké údolí podél Račího potoka
- Tančírna v Račím údolí
- zřícenina hradu Rychleby (něm. Reichenstein, avšak skutečné původní jméno není známo), patrně z přelomu 13./14. století, zanikl zřejmě v 2. polovině 15. století
- zřícenina Pustý zámek (něm. Wüste Schloß, původní jméno není známo), zanikl současně s Rychlebami
- Rychlebské hory
- Mezinárodní hudební festival Karla Ditterse z Dittersdorfu, pořádaný každoročně v září

## Osobnosti

### Významní rodáci
- Liberatus Geppert (1815–1881), hudební skladatel
- Adolf Paupie (1867–1942), vlastivědný pracovník a kronikář
- Johann Schwarzer (1880–1914), fotograf a filmový producent
- Josef Christian Zedlitz (1790–1862), diplomat, politik, básník. Narozen na Jánském Vrchu

### Další osobnosti spojené s městem
- František von Bayern (1919-1999), syn prince Jiřího Bavorského (1880-1943), žil v Javorníku od roku 1944 do roku 1999[15][16]
- Adolf Bertram (1859–1945), arcibiskup vratislavský, kardinál, dožil na Jánském Vrchu
- Melchior von Diepenbrock (1798-1853), římskokatolický kněz, biskup vratislavský a kardinál, dožil na Jánském Vrchu
- Karl Ditters von Dittersdorf (1739-1799), rakouský klasicistní hudební skladatel a houslista, žil v Javorníku 29 let
- Joseph von Eichendorff (1788-1857), německý básník, žil zde v letech 1856 a 1857
- Jindřich Förster (1799-1881), římskokatolický kněz a biskup vratislavský, dožil na Jánském Vrchu
- Josef Kristián Hohenlohe (1740-1817), římskokatolický kněz a biskup vratislavský, dožil na Jánském Vrchu
- August Kaiser (1850–1908), pedagog a politik, poslanec Říšské rady
- Filip Gotthard Schaffgotsch (1715-1795), římskokatolický kněz a biskup vratislavský, dožil na Jánském Vrchu
- Rudolf Zuber (1912-1995), český římskokatolický kněz, teolog, církevní historik, archivář a knihovník
- Štěpán Kozub (* 1996), herec, komik, zpěvák, chodil zde na základní školu.[17][18]

## Školství
Ve městě se nacházejí dvě mateřské školy (na ulicích Polská a Míru), základní škola nižšího i vyššího stupně (1.–9. ročník) a základní umělecká škola.

## Kultura
Městská knihovna Rudolfa Zubera https://www.kulturnidumjavornik.cz/index.php/knihovna
Městské kulturní středisko Javorník https://www.kulturnidumjavornik.cz/index.php

## Galerie

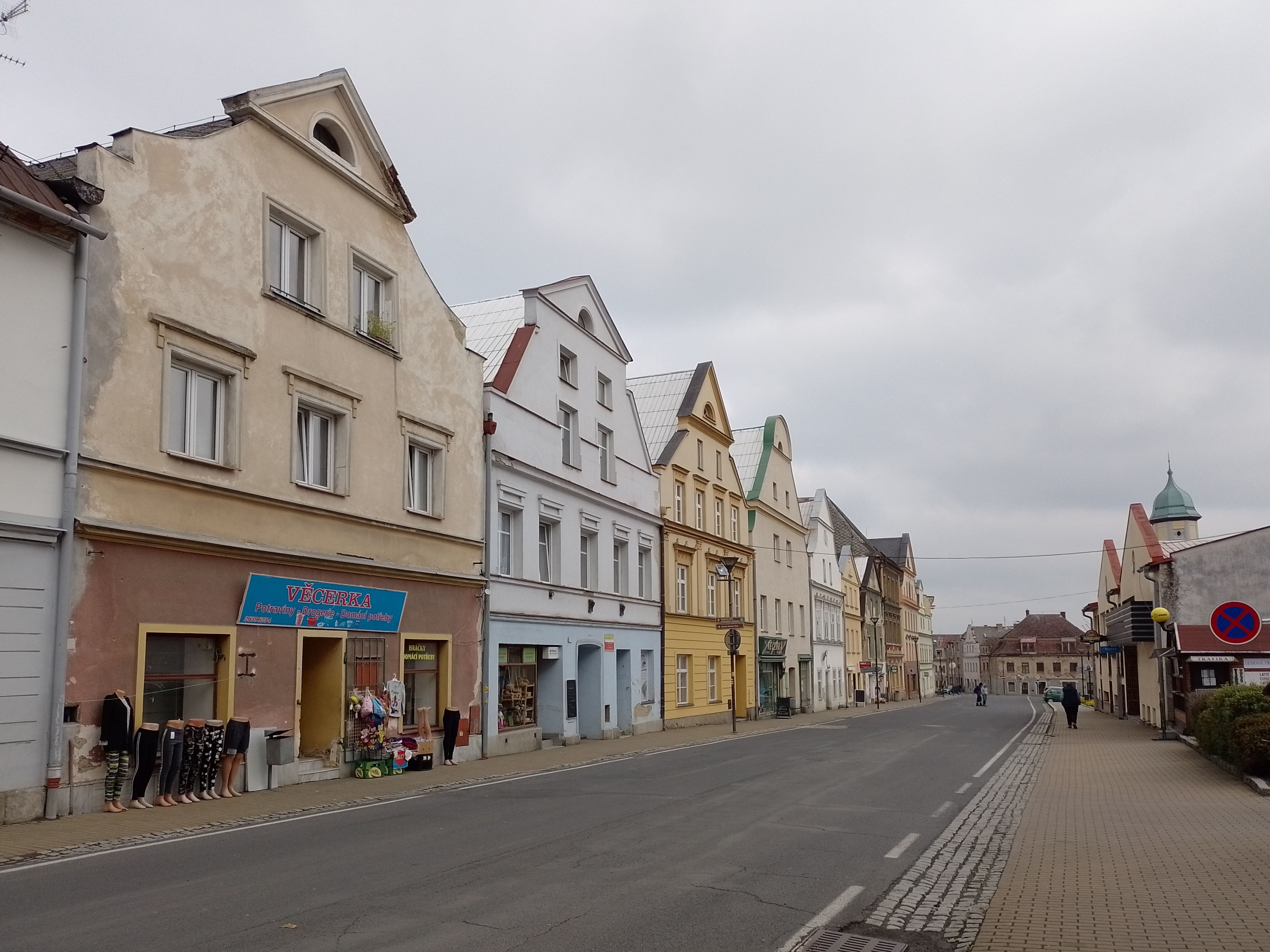
Ulice Míru
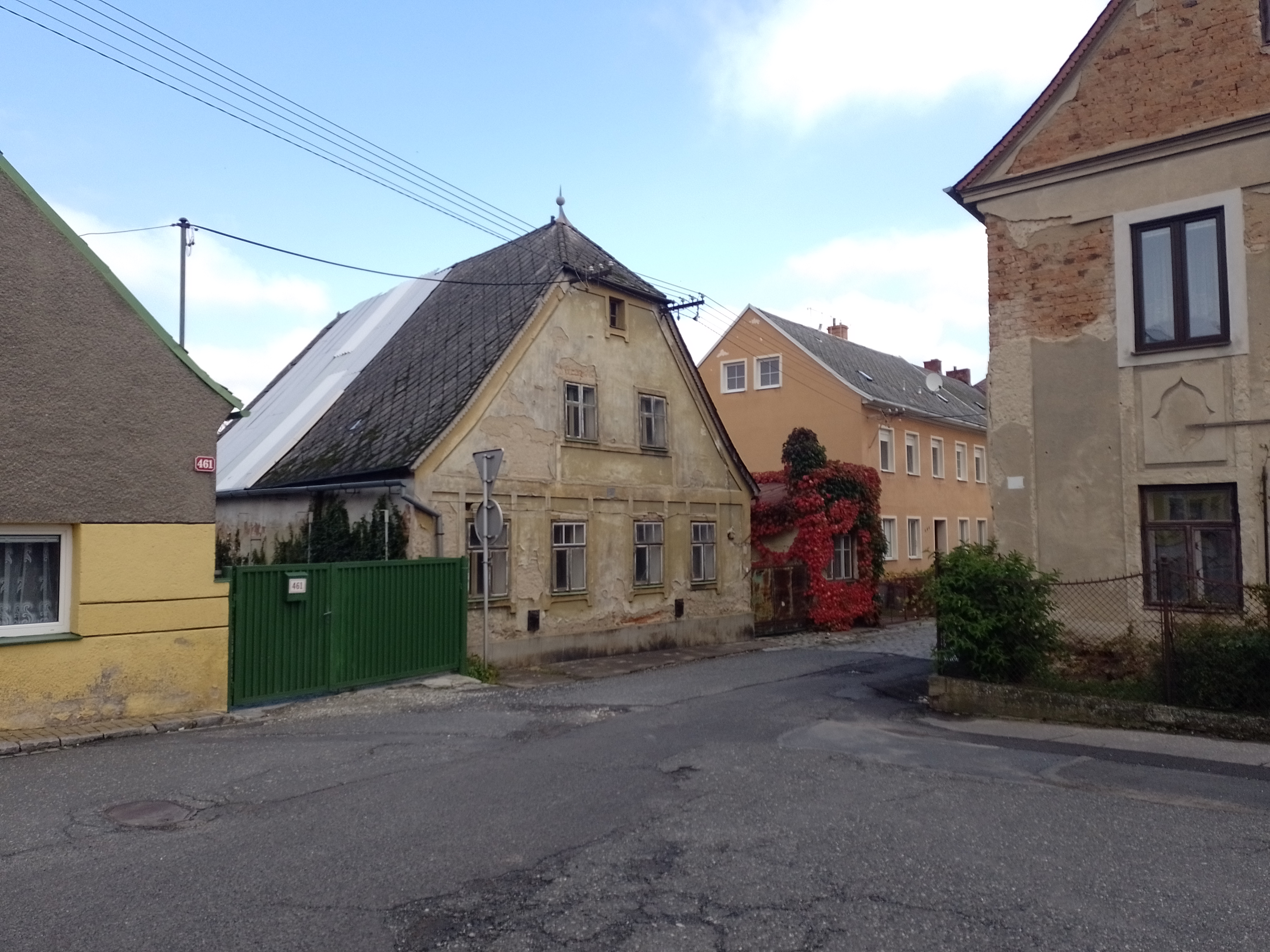
Ulice Havlíčkova
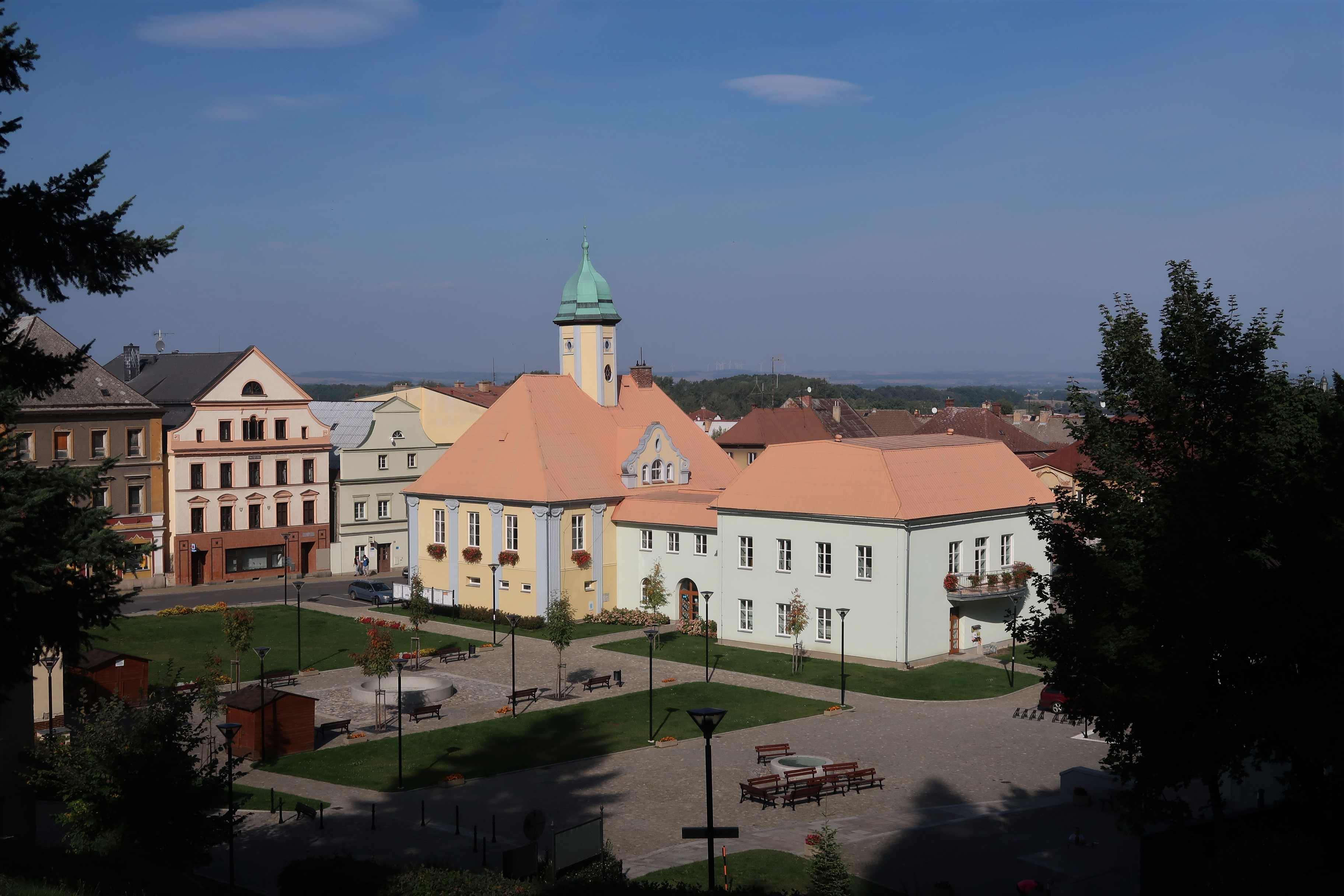
Náměstí Svobody s budovami městského úřadu pohledem od zámku
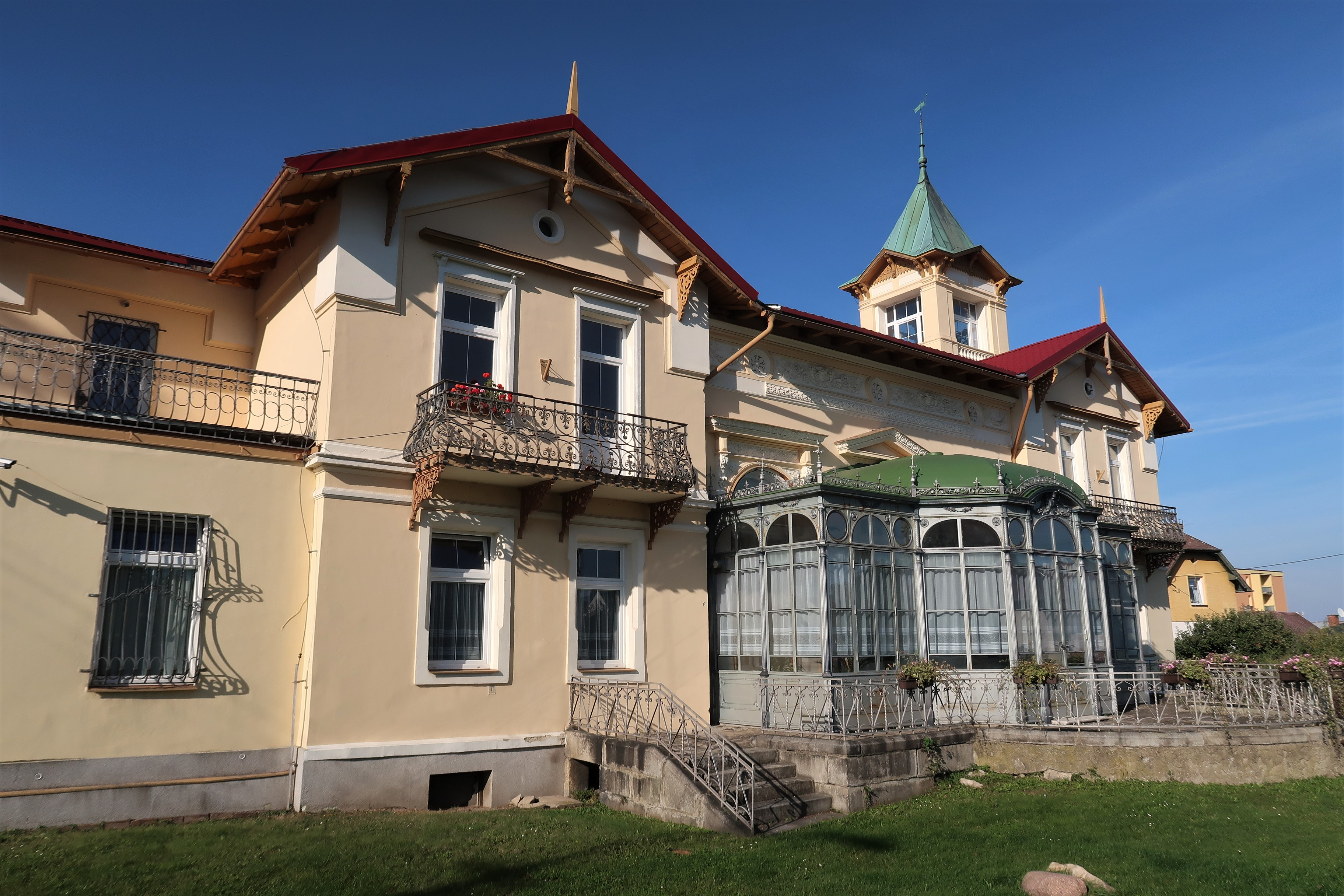
Knihovna a kino v Nádražní ulici (bývalá Latzelova vila)
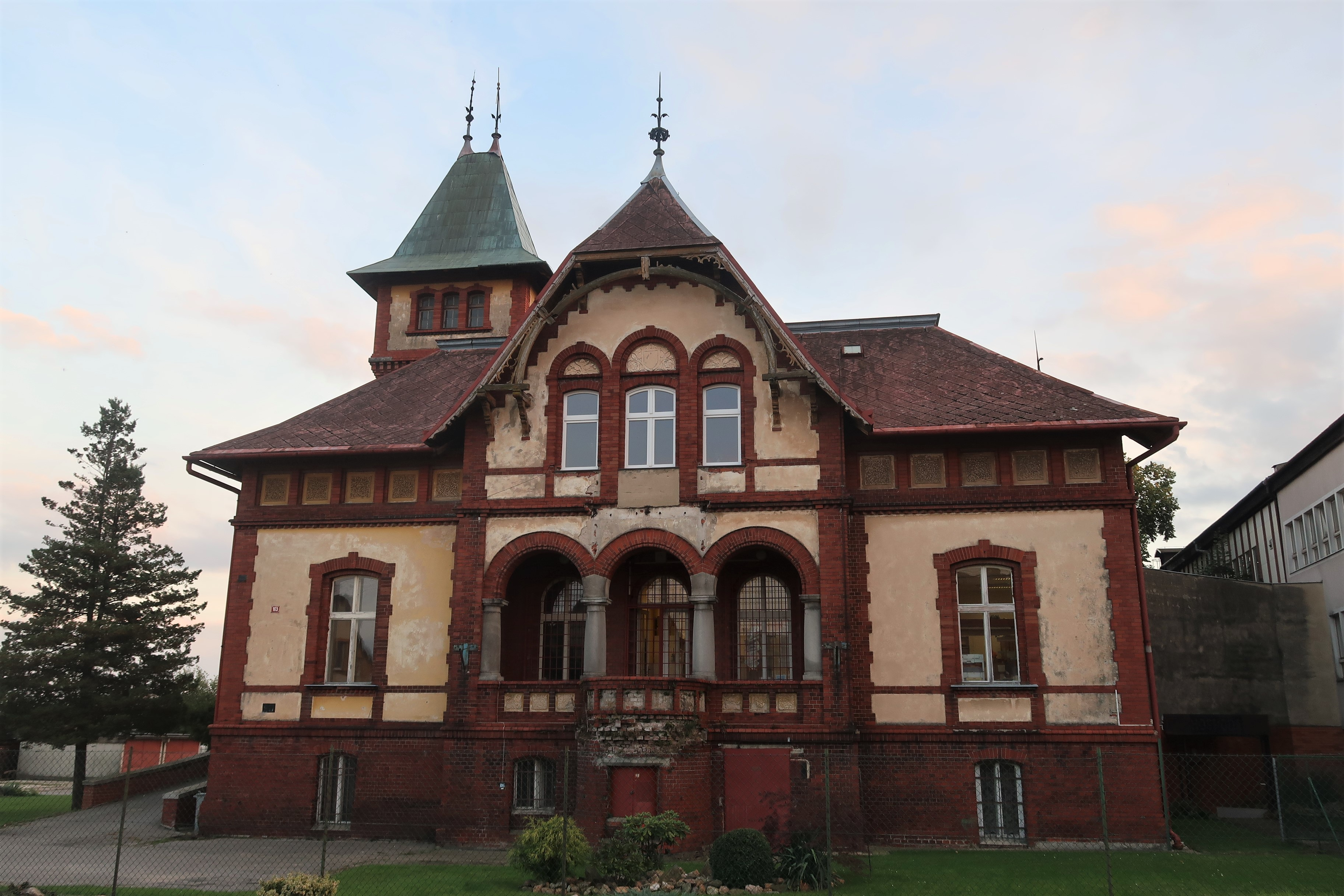
Pošta v Nádražní ulici (bývalá vila Schumacher)
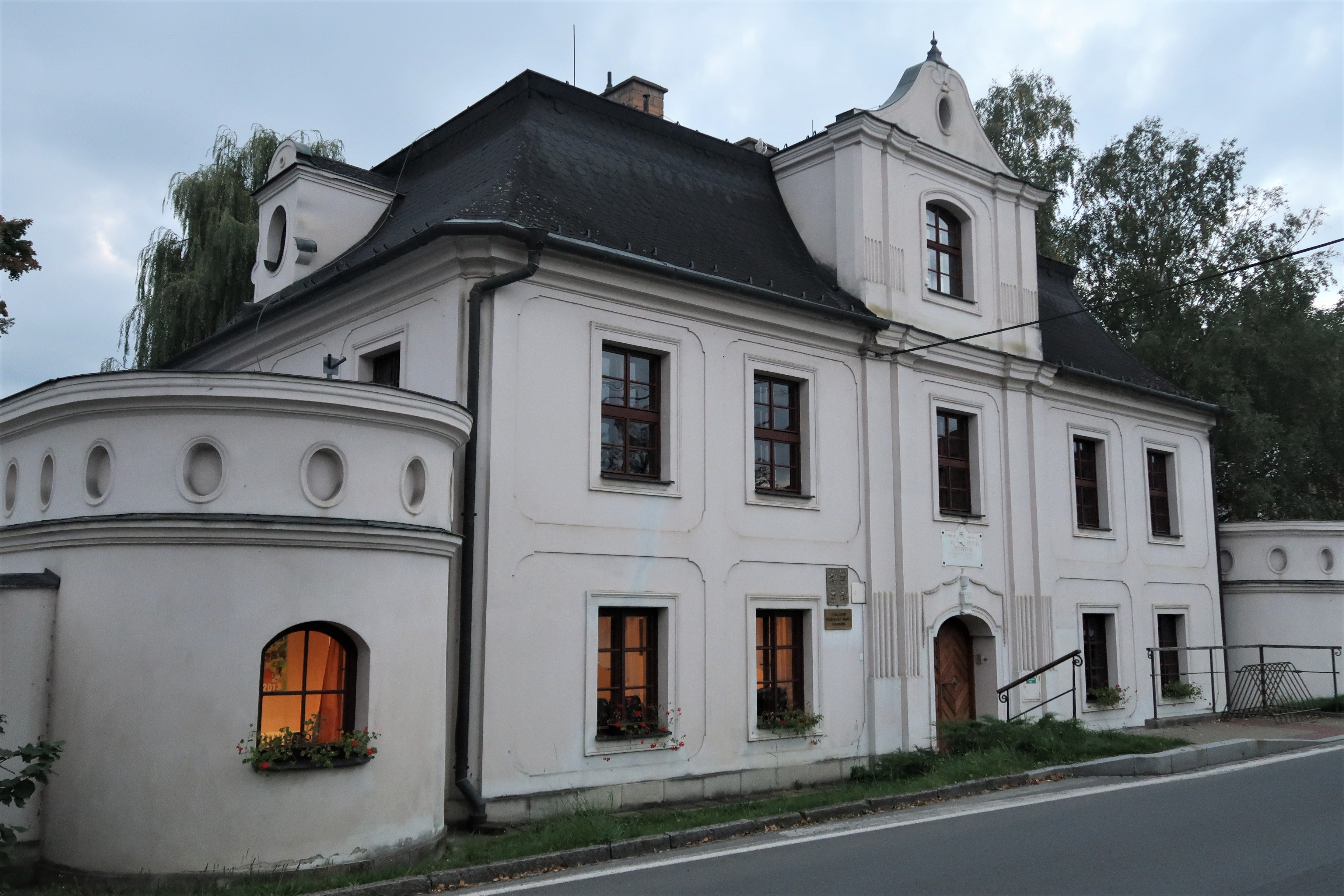
Základní umělecká škola v Puškinově ulici (Dittersův dům)
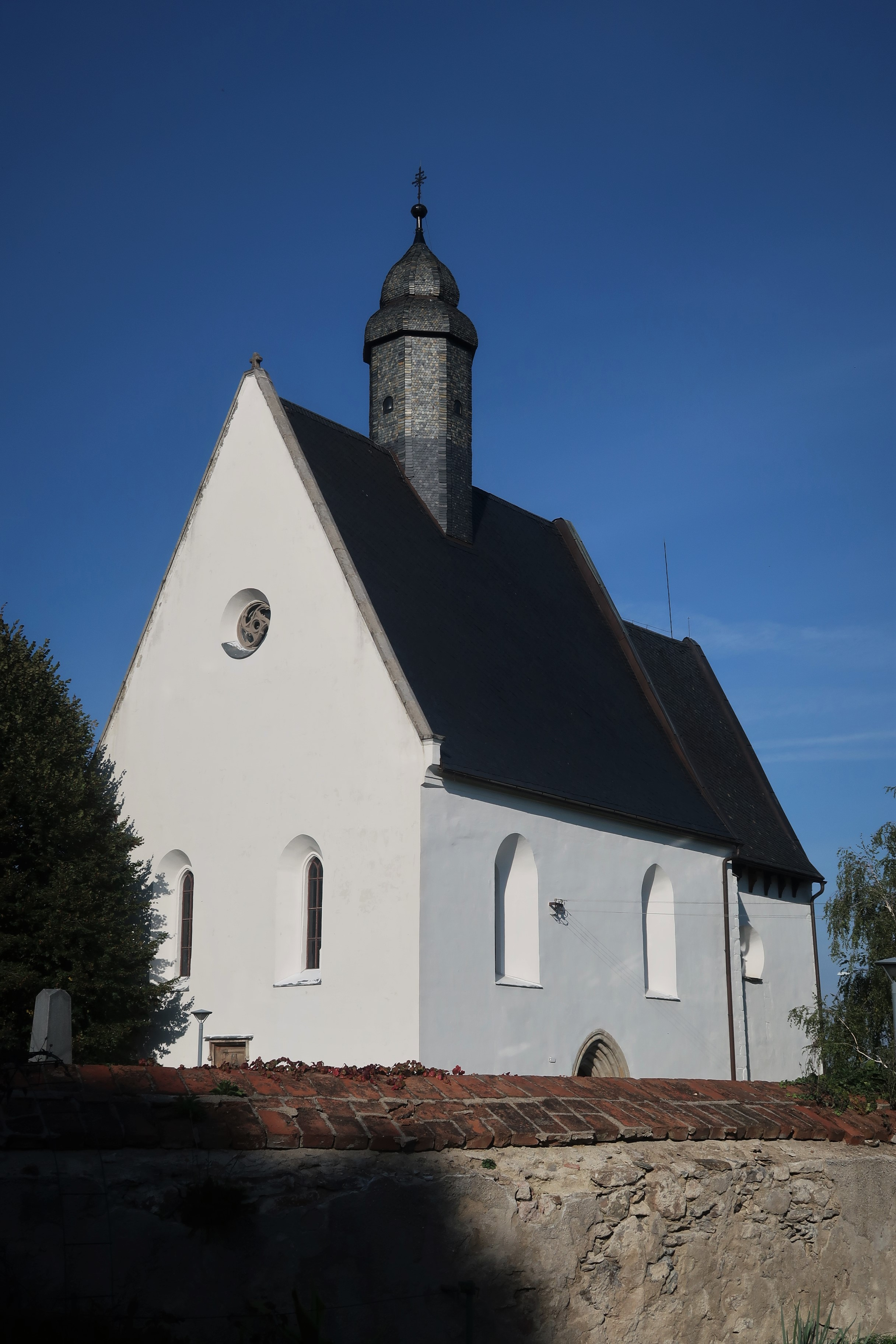
Hřbitovní kostel sv. Kříže
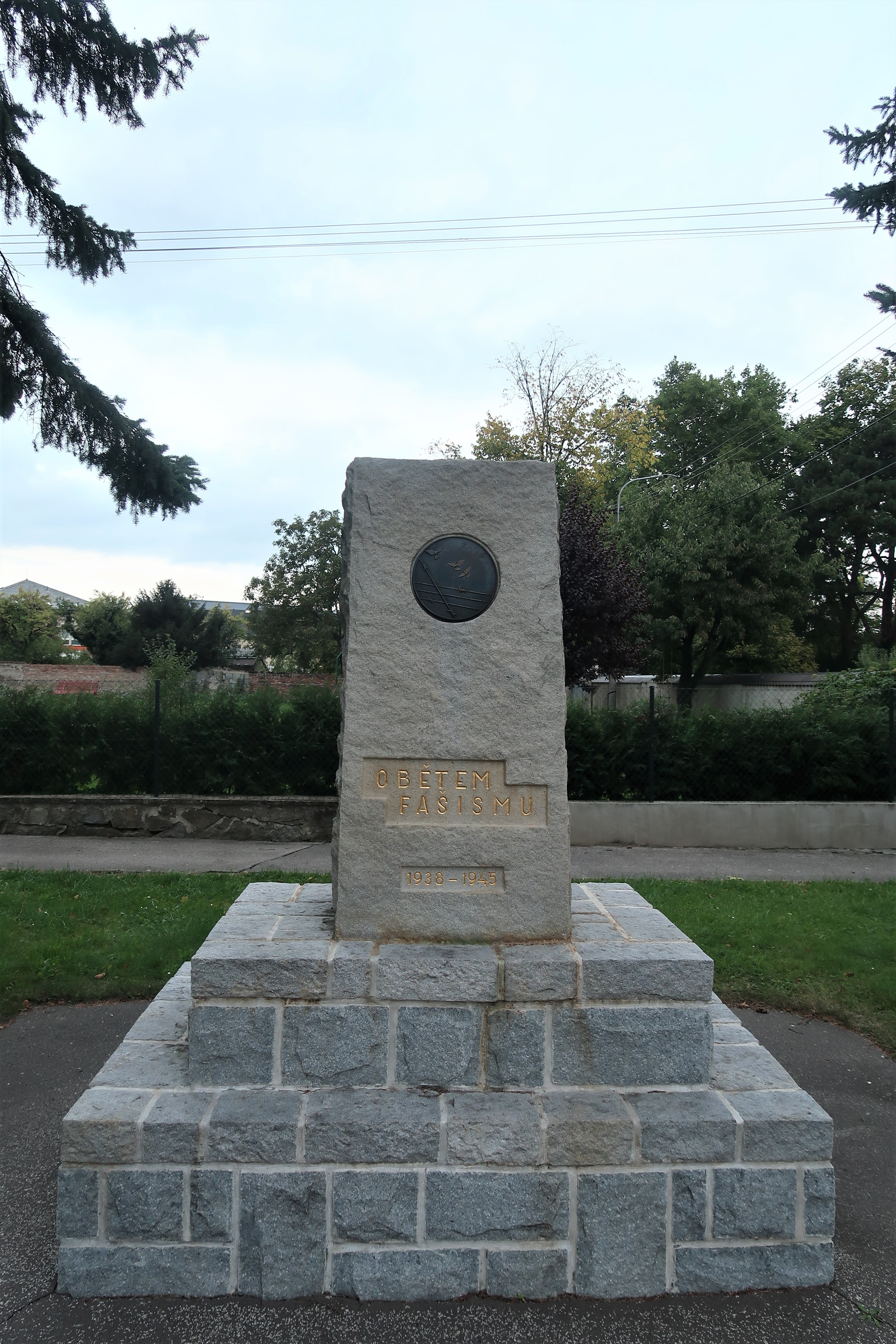
Pomník obětem druhé světové války v Puškinově ulici
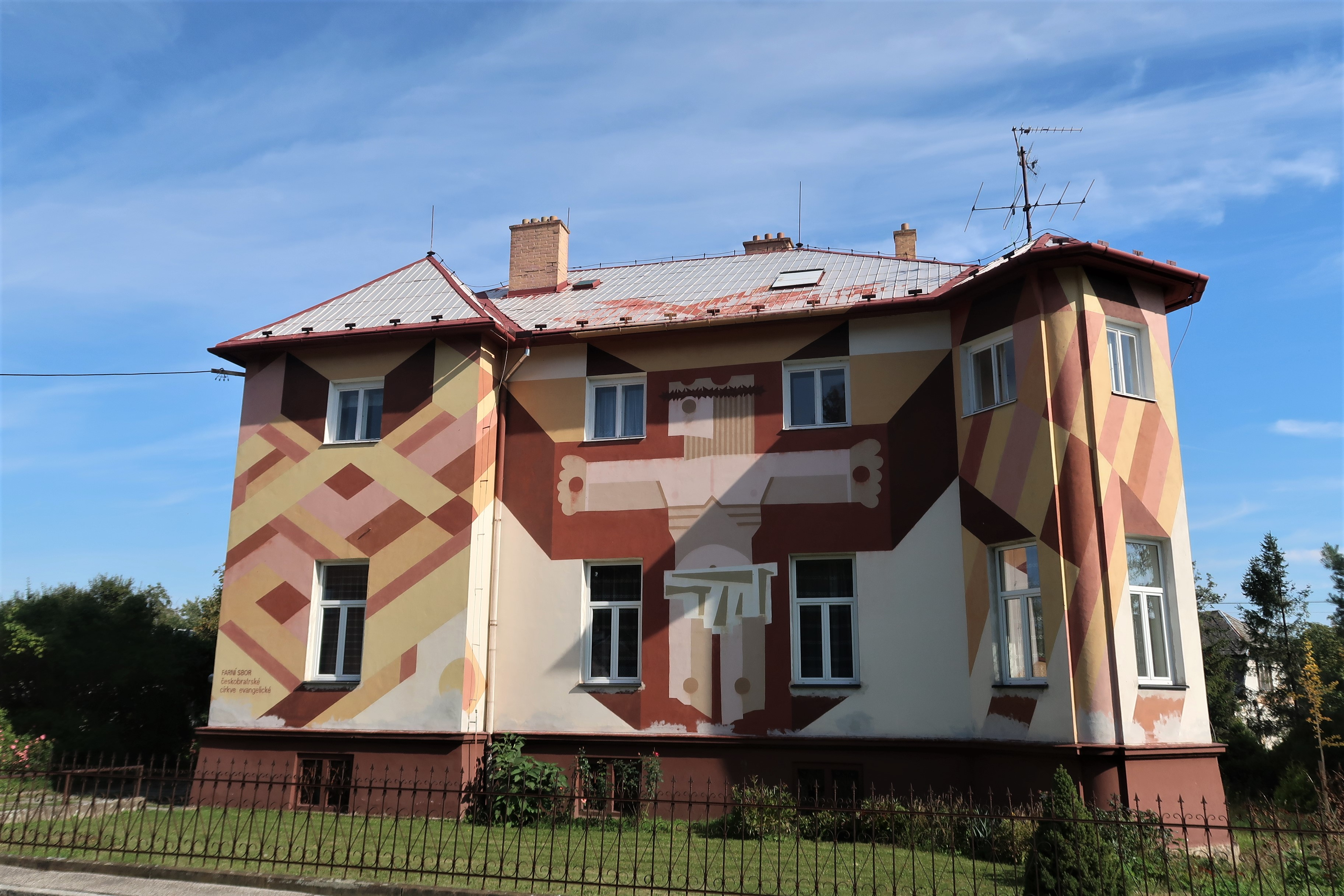
Sbor Círvke čs. husitské v Lidické ulici
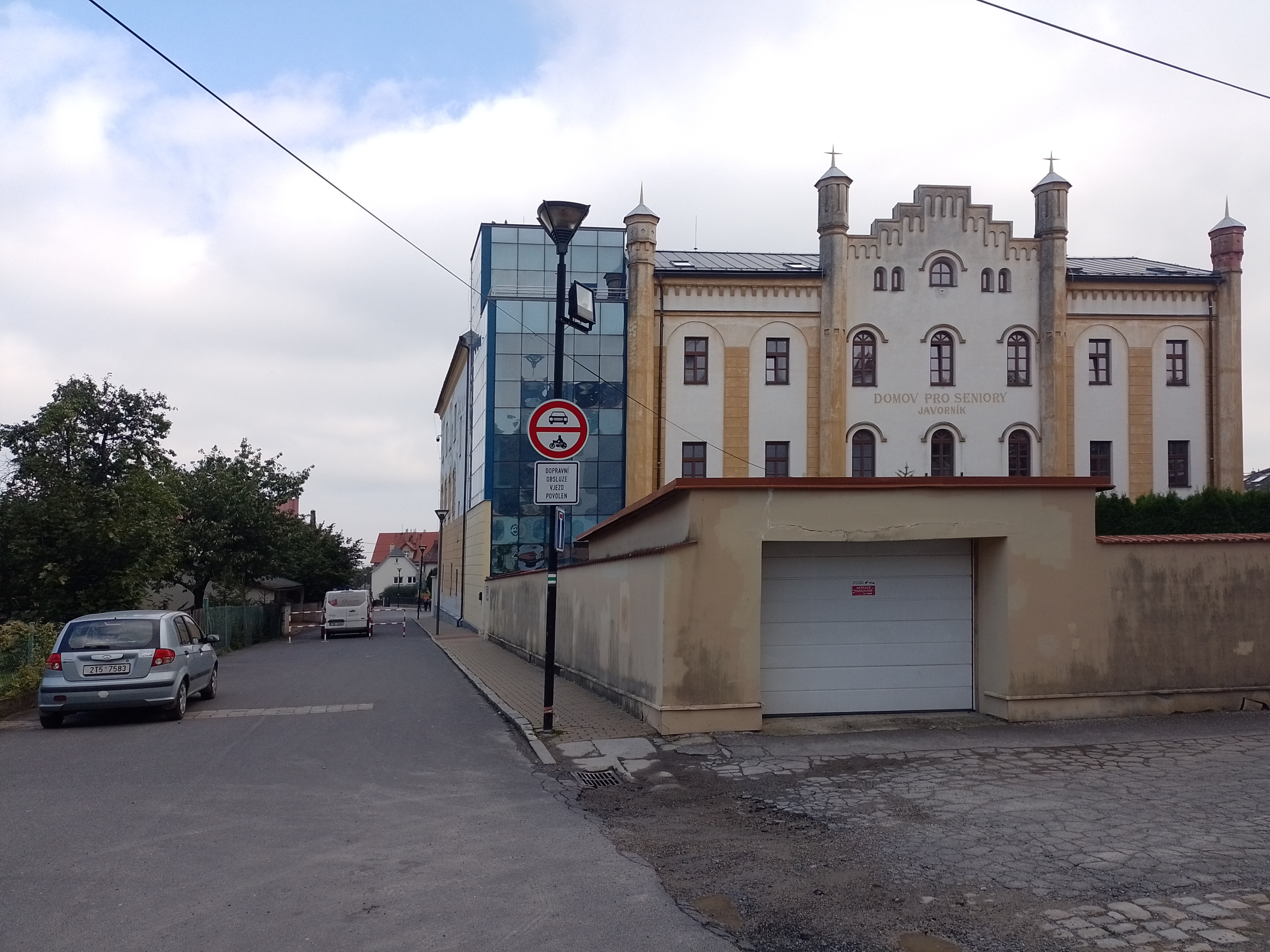
Domov pro seniory v budově bývalého kláštera z 19. století